# Йогентагана
Йогентагана (эст. Jogentagana, лат. Iogentagania) — древнее административное образование в центре современной Эстонии. В ходе Ливонского крестового похода было завоёвано Тевтонским орденом.

## География
Располагалось на востоке современной Эстонии. Граница соприкасалась на севере и востоке с Вайга на западе с Мыху и Нурмекундом, на юге с Уганди.